# 羅漢寺 (中津市)
羅漢寺（らかんじ）は、大分県中津市本耶馬渓町にある曹洞宗の寺院である。山号は耆闍崛山（ぎじゃくっせん）。本尊は釈迦如来。日本国内の羅漢寺の総本山である。
羅漢山の中腹に位置する。岩壁に無数の洞窟があり、山門も本堂もその中に埋め込まれるように建築されている。洞窟の中に3,700体以上の石仏が安置されており、中でも無漏窟（むろくつ、無漏洞とも）の五百羅漢は五百羅漢としては日本最古のものである。無漏窟の釈迦三尊像、五百羅漢像などの石仏群は2014年8月21日に国の重要文化財に指定された。

## 歴史
伝承では大化元年（645年）、法道仙人の創建というが、伝説の域を出ない。
延元2年（1337年）ないし暦応元年（北朝年号、1338年）、円龕昭覚が当地に十六羅漢を祀ったのが実質的な開山である。この時の寺は、現羅漢寺の対岸の岩山にある「古羅漢」と呼ばれる場所にあったと推定されている。延元4年（1339年）には中国から逆流建順という僧が来寺し、円龕昭覚とともにわずか1年で五百羅漢像を造立したという。
寺は当初臨済宗であったが、慶長5年（1600年）鉄村玄鷟（「鷟」（さく）は「族」の下に「鳥」）が来寺してから曹洞宗となった。
1943年1月30日、上津村の大火が羅漢寺にまで延焼して本堂を焼失。現本堂は1969年の再建である。

## 伽藍
- 禅海堂 - 青の洞門を掘削した禅海を祀り、彼に関する遺品を展示する。
- 参道 - 九州遊歩道

## 文化財

### 重要文化財（国指定）
- 羅漢寺石仏
  - 石造釈迦如来及両脇侍坐像 3躯
  - 石造梵天帝釈天倚像 2躯
  - 石造四天王立像 4躯
  - 石造日天月天立像 2躯
  - 石造龍王立像 2躯
  - 石造十大弟子立像 10躯
  - 石造五百羅漢像 451躯
  - 石造供養具 8点（卓、経机、華瓶、燈籠、供物皿、獅子形香炉）
  - （以上無漏窟安置）
  - 石造五百羅漢像 62躯（窟外所在）
  - 石造竜頭 1箇（鐘楼付近所在）

## 交通アクセス
- JR九州日豊本線中津駅より大交北部バス耶馬渓・日田方面行きで「中島」停留所下車徒歩20分。
- 国道212号より国道500号へ入り約1.5km。
- 麓から本堂まで徒歩15分。そのほか耶馬渓リフトがあったが現在は廃業。

## ギャラリー

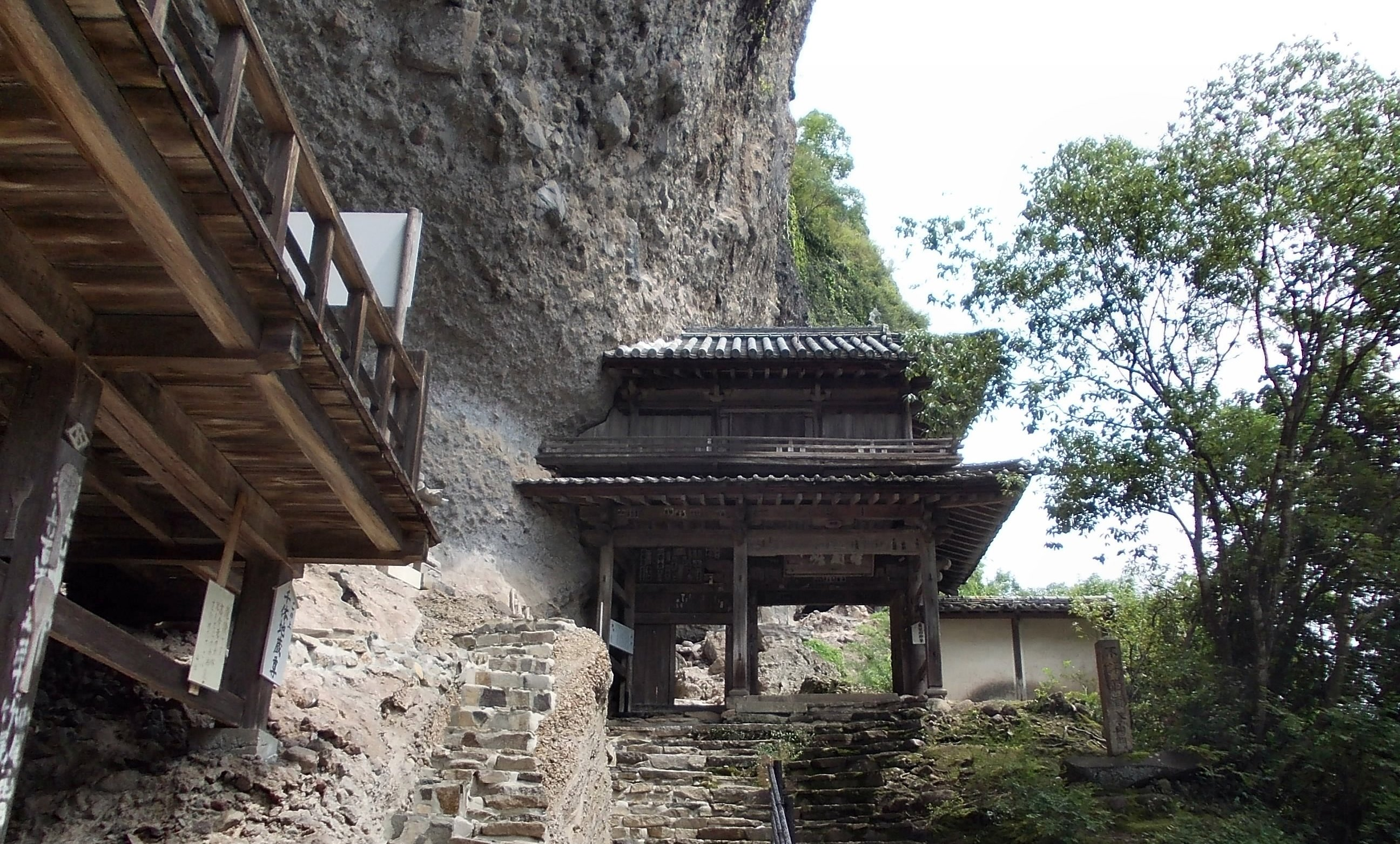
山門
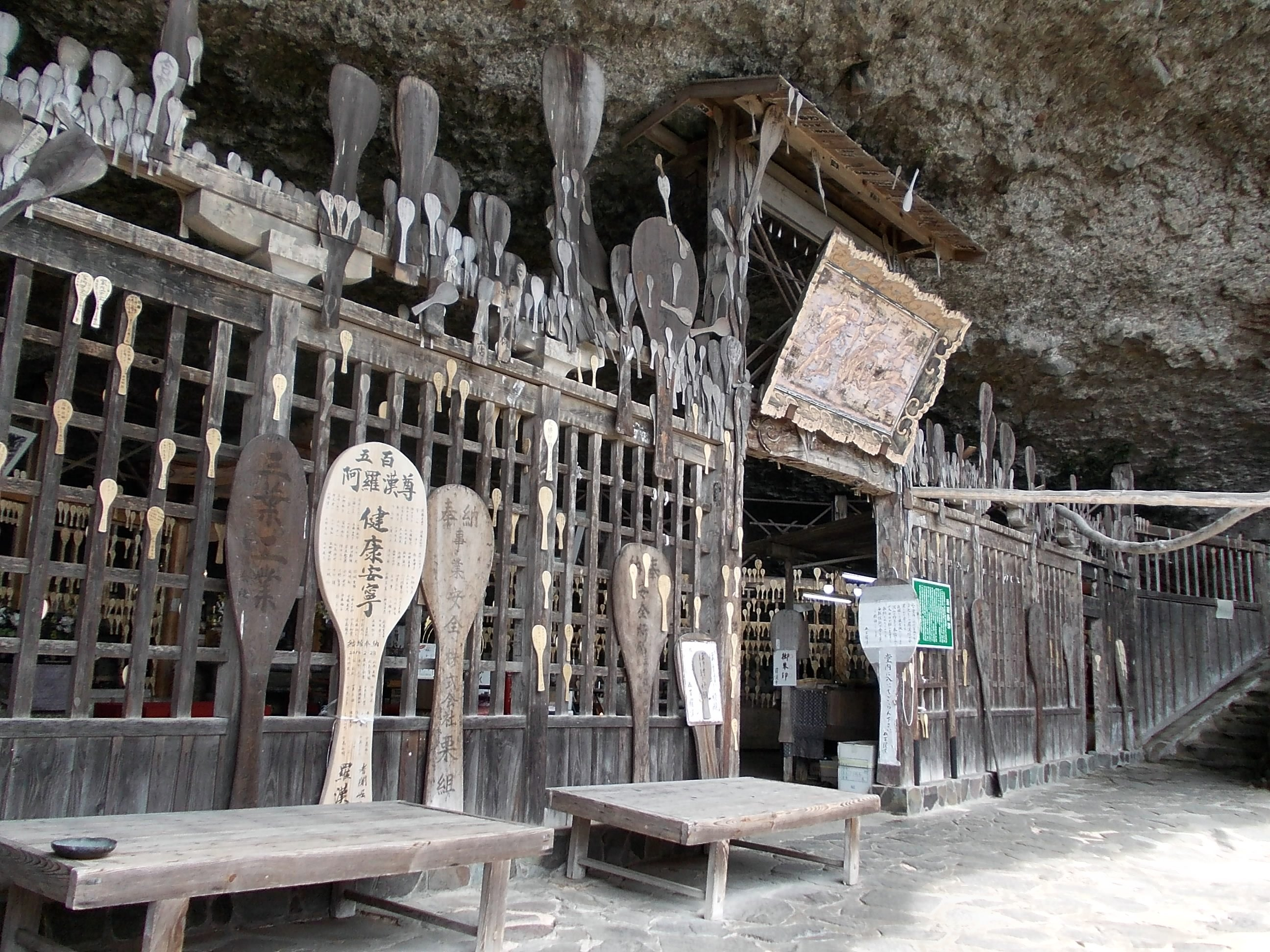
無漏窟の五百羅漢
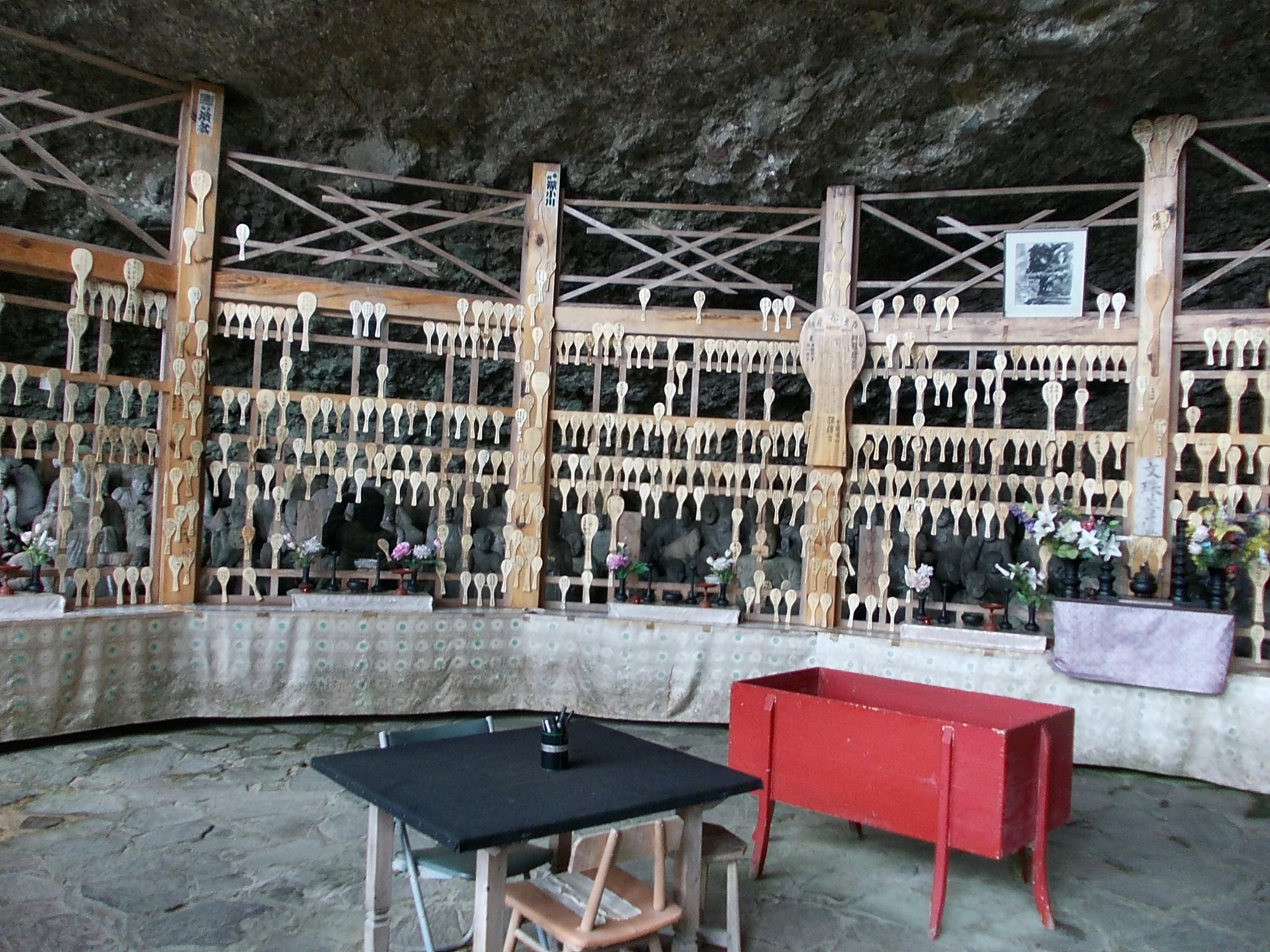
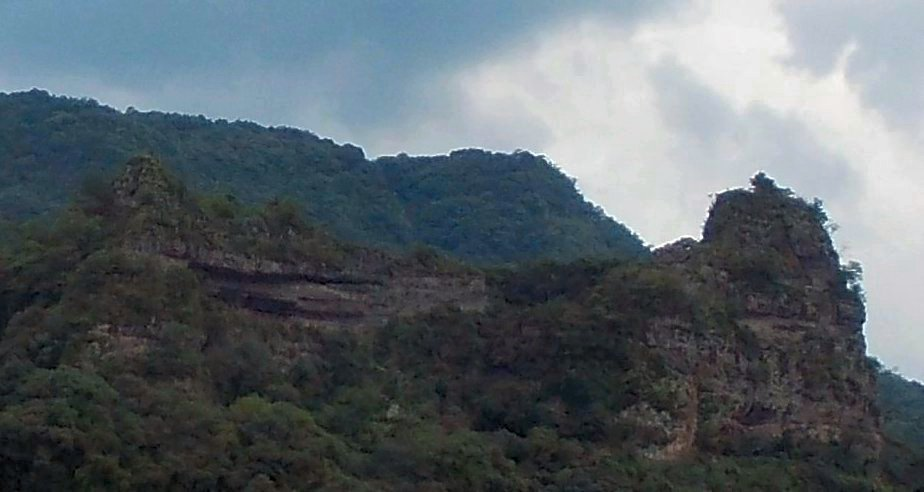
古羅漢